# MLS Supporters' Shield
Supporters' Shield este un premiu anual acordat echipei din Major  League Soccer (MLS) care are încheie sezonul regulat pe prima poziție, pe baza sistemului de punctaj al  MLS. Supporters' Shield este acordat anual începând cu 1999 de către Adunarea Suporterilor MLS și este recunoscut ca un trofeu major de către liga. Acesta rezonează cu practica din campionatele din Europa în care echipa clasată pe prima poziție este declarată campioană. Din 2006, câștigătoarea Supporters' Shield obține de drept un loc în Liga Campionilor CONCACAF.
D.C. United si LA Galaxy, cu câte patru trofee, sunt echipele care au câștigat acest titlul de cele mai multe ori. Toronto FC este deținătoarea trofeului în sezonul 2017.

## Istoria

### Suporterii concep și adună bani pentru trofeu
Atunci când Major League Soccer a avut sezonul inaugural în 1996, liga semăna cu ligile nord-americane din alte sporturi. După sezonul regulat, campania continua cu play-off-ul Cupei MLS și culmina cu finala Cupei MLS. Clubul clasat pe prima poziție în sezonul regulat nu primea decât posibilitatea de a fi cap de serie în play-off.
În anul 1997, suporterul Nick Lawrus a propus noțiunea de "Supporters' Scudetto", ca urmare a faptului ca Tampa Bay Mutiny, deși s-a clasat pe primul loc în sezonul regulat, nu a câștigat finala Cupei MLS în 1996. Un comitet format din membri ai suporterilor tuturor echipelor MLS a schimbat numele în "Supporters' Shield ", dar din cauza neînțelegerilor dintre membrii comisiei, propunerea nu a fost implementata.
În anul următor, un alt grup condus de Sam Pierron a încercat să reînvie ideea de a da un premiu pentru campionii sezonului regulat.   Din moment ce MLS a refuzat să finanțeze ideea, Pierron a început o strângere de fonduri pentru a cumpăra un trofeu cu ajutorul suporterilor din diverse cluburi MLS. Strângerea de fonduri a fost stimulată de comentatorul ESPN pentru MLS, Phil Schoen care a donat pentru premiu. În cele din urmă, aproape 3.000 de dolari au fost donați pentru a crea trofeul, care a fost realizat de artistul Paula Richardson din foi de metal de argint masiv, pentru 2.200 de dolari.
Nu s-a reușit strângerea de fonduri pentru a crea și cumpăra trofeul până la sfârșitul sezonului din 1999, când a avut loc a doua Adunare a Suporterilor MLS. DC United este primul club activ din MLS care a câștigat trofeul.

### Acordarea trofeului și departajarea
Începând cu sezonul 2000, sistemul de acordare a punctelor în MLS este același cu sistemul internațional: trei puncte pentru victorie, un punct pentru egal și nici un punct pentru înfrângere. Începând cu sezonul 2014, există reguli noi pentru departajare în cazul de egalitate de puncte.
1. Cele mai multe victorii
2. Golaverajul
3. Golurile marcate
4. Cele mai puține puncte disciplinare
5. Golurile marcate în deplasare
6. Golaverajul în meciurile din deplasare
7. Golurile marcate pe teren propriu
8. Golaverajul în meciurile de pe teren propriu
9. Aruncarea unei monezi (dacă sunt doar 2 echipe) sau tragerea la sorti (dacă sunt 3 sau mai multe echipe)

## Stimulente pentru obținerea trofeului
În februarie 2006, Federația de Fotbal a Statelor Unite ale Americii (USSF) a decis ca echipa câștigătoare a Supporters' Shield și cîștigătoarea Cupei MLS vor reprezenta Statele Unite în Liga Campionilor CONCACAF Dacă echipa căștigătoare a Supporters' Shield  este și câștigătoare a Cupei MLS, echipa clasată pe locul al doilea în sezonul regulat se califică în Liga Campionilor. Când Cupa Campionilor a devenit Liga Campionilor CONCACAF, USSF a hotărât ca echipele cîștigătoare a Cupei MLS si a Supporters' Shield să intre direct în grupele Ligii.
În șase rânduri (1997, 1999, 2000, 2002, 2008 și 2011) câștigătoarea Supporters' Shield a câștigat și Cupa MLS. În 2011, liga a anunțat că adversara câștigătoarei Supporters' Shield din sferturile de finală ale Cupei MLS va fi cea mai slab clasată echipă calificată în această fază.

## Titluri
| Sezon | Câștigătoare         | Record | Record   | Record     | Record     | Puncte[B] / Pt per meci | Rezultat în Cupa MLS                           | Victorii # | Antrenor         |
| Sezon | Câștigătoare         | Jocuri | Victorii | Înfrângeri | Egaluri[A] | Puncte[B] / Pt per meci | Rezultat în Cupa MLS                           | Victorii # | Antrenor         |
| ----- | -------------------- | ------ | -------- | ---------- | ---------- | ----------------------- | ---------------------------------------------- | ---------- | ---------------- |
| 1996  | Tampa Bay Mutiny     | 32     | 20       | 12         | —          | 58 / 1.81               | învinsă în finala pe conferință (DC)           | 1          | Thomas Rongen    |
| 1997  | D.C. United          | 32     | 21       | 11         | —          | 55 / 1.72               | a câștigat Cupa MLS                            | 1          | Bruce Arena      |
| 1998  | Los Angeles Galaxy   | 32     | 24       | 8          | —          | 68 / 2.12               | învinsă în finala pe conferință (CHI)          | 1          | Octavio Zambrano |
| 1999  | D.C. United          | 32     | 23       | 9          | —          | 57 / 1.78               | a câștigat Cupa MLS                            | 2          | Thomas Rongen    |
| 2000  | Kansas City Wizards  | 32     | 16       | 7          | 9          | 57 / 1.78               | a câștigat Cupa MLS                            | 1          | Bob Gansler      |
| 2001  | Miami Fusion         | 26     | 16       | 5          | 5          | 53 / 2.04               | a pierdut în semifinale (SJ)                   | 1          | Ray Hudson       |
| 2002  | Los Angeles Galaxy   | 28     | 16       | 9          | 3          | 51 / 1.82               | a câștigat Cupa MLS                            | 2          | Sigi Schmid      |
| 2003  | Chicago Fire         | 30     | 15       | 7          | 8          | 53 / 1.77               | a pierdut Cupa MLS (SJ)                        | 1          | Dave Sarachan    |
| 2004  | Columbus Crew        | 30     | 12       | 5          | 13         | 49 / 1.63               | a pierdut în semifinalele din conferință (NE)  | 1          | Greg Andrulis    |
| 2005  | San Jose Earthquakes | 32     | 18       | 4          | 10         | 64 / 2.00               | a pierdut în semifinalele din conferință (LA)  | 1          | Dominic Kinnear  |
| 2006  | D.C. United          | 32     | 15       | 7          | 10         | 55 / 1.72               | a pierdut în finala din conferință (NE)        | 3          | Piotr Nowak      |
| 2007  | D.C. United          | 30     | 16       | 7          | 7          | 55 / 1.83               | a pierdut în semifinalele din conferință (CHI) | 4          | Tom Soehn        |
| 2008  | Columbus Crew        | 30     | 17       | 7          | 6          | 57 / 1.90               | a câștigat Cupa MLS                            | 2          | Sigi Schmid      |
| 2009  | Columbus Crew        | 30     | 13       | 7          | 10         | 49 / 1.63               | a pierdut în semifinalele din conferință (RSL) | 3          | Robert Warzycha  |
| 2010  | Los Angeles Galaxy   | 30     | 18       | 7          | 5          | 59 / 1.97               | a pierdut în finala din conferință (FCD)       | 3          | Bruce Arena      |
| 2011  | Los Angeles Galaxy   | 34     | 19       | 5          | 10         | 67 / 1.97               | a câștigat Cupa MLS                            | 4          | Bruce Arena      |
| 2012  | San Jose Earthquakes | 34     | 19       | 6          | 9          | 66 / 1.94               | a pierdut în semifinalele din conferință (LA)  | 2          | Frank Yallop     |
| 2013  | New York Red Bulls   | 34     | 17       | 9          | 8          | 59 / 1.74               | a pierdut în semifinalele din conferință (HOU) | 1          | Mike Petke       |
| 2014  | Seattle Sounders FC  | 34     | 20       | 10         | 4          | 64 / 1.88               | a pierdut în finala din conferință (LA)        | 1          | Sigi Schmid      |
| 2015  | New York Red Bulls   | 34     | 18       | 10         | 6          | 60 / 1.76               | a pierdut în finala din conferință (CLB)       | 2          | Jesse Marsch     |
| 2016  | FC Dallas            | 34     | 17       | 8          | 9          | 60 / 1.76               | a pierdut în semifinalele din conferință (SEA) | 1          | Óscar Pareja     |
| 2017  | Toronto FC           | 34     | 20       | 5          | 9          | 69 / 2.02               | a câștigat Cupa MLS                            | 1          | Vanney Greg      |

      Echipa a câștiga și Cupa MLS.

## Recorduri
| Echipa                 | Victorii | Locul 2 | Anul în care a câștigat | Anul în care a ajuns pe locul 2 |
| ---------------------- | -------- | ------- | ----------------------- | ------------------------------- |
| Los Angeles Galaxy     | 4        | 4       | 1998, 2002, 2010, 2011  | 1996, 1999, 2009, 2014          |
| D.C. United            | 4        | 1       | 1997, 1999, 2006, 2007  | 1998                            |
| Columbus Crew SC       | 3        | 0       | 2004, 2008, 2009        |                                 |
| San Jose Earthquakes   | 2        | 2       | 2005, 2012              | 2002, 2003                      |
| New York Red Bulls     | 2        | 0       | 2013, 2015              |                                 |
| Sporting Kansas City   | 1        | 4       | 2000                    | 1997, 2004, 2012, 2013          |
| FC Dallas              | 1        | 2       | 2016                    | 2006, 2015                      |
| Chicago Fire           | 1        | 2       | 2003                    | 2000, 2001                      |
| Seattle Sounders FC    | 1        | 1       | 2014                    | 2011                            |
| Toronto FC             | 1        | 0       | 2017                    |                                 |
| Miami Fusion           | 1        | 0       | 2001                    |                                 |
| Tampa Bay Mutiny       | 1        | 0       | 1996                    |                                 |
| Colorado Rapids        | 0        | 1       |                         | 2016                            |
| Real Salt Lake         | 0        | 1       |                         | 2010                            |
| Houston Dynamo         | 0        | 1       |                         | 2008                            |
| Chivas USA             | 0        | 1       |                         | 2007                            |
| New England Revolution | 0        | 1       |                         | 2005                            |

- Echipele care nu mai există sunt trecute cu litere înclinate.